# Соловьи (Псковский район)
Соловьи́ — деревня в Ядровской волости Псковского района Псковской области, расположенная на автодороге Санкт-Петербург — Псков — Киев М20 в 17 км к югу от города Псков и в 4 км к северу от деревни Стремутка.
| 2001 | 2002  | 2010  | 2016  | 2017  | 2021  |
| ---- | ----- | ----- | ----- | ----- | ----- |
| 1436 | ↘1342 | ↘1252 | ↗1329 | ↗1330 | ↘1182 |

Численность населения составляет 1436 жителей (2000 год).
В деревне находится приход храма Святой мученицы Татьяны. В деревне расположен один из крупнейших в Псковской области свиноводческий комплекс ООО "ПсковАгроИнвест".

## История
В XV-XVII здесь существовала монастырь Савина Пустынь, потом ставшая просто приходской церковью